# André Lwoff
André Lwoff, francoski mikrobiolog, molekularni biolog in akademik ruskega rodu, nobelovec, * 8. maj 1902, Ainay-le-Château, Francija, † 30. september 1994, Pariz.
Raziskave presnove protistov so ga vodile do odkritij na področju regulatorne vloge genov, za kar je s sodelavcema Françoisom Jacobom in Jacquesom Monodom leta 1965 prejel Nobelovo nagrado za fiziologijo ali medicino.

## Življenjepis
Rodil se je v družini ruskih intelektualcev, ki sta zaradi opresivnega režima emigrirala v Francijo. V mladosti ga je navdihoval očetov prijatelj, bakteriolog Ilja Iljič Mečnikov, zato je že zgodaj pokazal zanimanje za eksperimentalno biologijo, vendar je oče vztrajal pri študiju medicine zanj. Med prvostopenjskim študijem pa se je udeležil tečaja histologije pri Edmondu Perrierju v tamkajšnjem prirodoslovnem muzeju, kjer je pritegnil pozornost Edouarda Chattona. Chatton, eden najslavnejših zoologov tistega časa, je vzel mladega Lwoffa za svojega asistenta pri pionirskih raziskavah zajedavskih migetalkarjev in mu vcepil evolucionistično miselnost. Prek Chattona so se mu odprla vrata Pasteurjevega inštituta, kjer je delal pod vodstvom Felixa Mesnila na presnovi migetalkarjev. Z vzpostavitvijo kultur različnih in različno specializiranih vrst je ugotavljal njihove potrebe po hranilih in odkril serijo izgub presnovnih poti zajedavskih vrst. Raziskovalno delo je pretežno opravljal poleti, saj je na očetovo željo nadaljeval tudi študij medicine. V tem času se je poročil z Marguerite Bourdaleix, ki je bila prav tako biologinja, in njuni karieri sta bili odtlej tesno povezani.
Študij medicine je končal leta 1927 in doktoriral iz biologije leta 1932. Njegova doktorska disertacija je povzročila precej razburjenja v strokovnih krogih, saj so v tem času razumeli evolucijo kot progresiven proces, ki lahko vodi samo k večji kompleksnosti in je bila izguba funckije (v tem primeru metabolne poti) kot prilagoditev nekaj nepredstavljivega.
Po doktoratu se je začel ukvarjati z enakim vprašanjem pri bičkarjih. Za model je izbral krvne zajedavce, za katere je domneval, da izkoriščajo gostiteljeve presnovne poti, zato je pri njih prišlo do izgube lastnih. V laboratoriju Otta F. Meyerhofa v Nemčiji, kamor je z ženo odšel na raziskovalni obisk, je odkril, da je za enega od teh bičkarjev esencialna molekula hematin, t.i. »faktor X«. To je bil prvi odkriti rastni faktor. Kolegov tudi z njim še ni prepričal, da imajo njegova odkritja splošno veljavnost. Zato je posvetil pozornost še enemu, »faktorju V«, ki ga za rast potrebuje bakterija Haemophilus influenzae. Leta 1936 je tako odšel v laboratorij Davida Cailina na Univerzi v Cambridgeu, kjer je ugotovil, da gre za koencim, ki ga je malo pred tem izoliral Otto Warburg. S tem je dokončno dokazal, da rastni faktorji mikroorganizmov delujejo enako kot vitamini za človeka in predstavljajo snovi, ki jih organizem ne more sam tvoriti, pri čemer obstajajo drugi organizmi, ki so tega sposobni. Odkritje je pomenilo tudi, da si vsa živa bitja delijo podobno molekularno zgradbo in podobne presnovne poti, saj so preučevane snovi ključen, specifičen del teh procesov in ne zgolj nadomestljiv vir energije ali zunanji katalizatorji.
Po vrnitvi v domovino je na Pasteurjevem inštitutu ustvaril laboratorij za mikrobno fiziologijo, ki sta se mu pridružila Jacob in Monod. Laboratorij, znan kot »La Grenier« (dobesedno podstrešje), so obiskovali številni raziskovalci iz tujine, v domovini pa ni imel večje prepoznavnosti, saj ni bil del dovolj ugledne inštitucije. Pri njem sta v teh letih Eugène in Elisabeth Wollman opravila nekaj ključnih opazovanj lizogenega cikla razmnoževanja bakteriofagov.

### Vojna in povojna leta
Ob izbruhu druge svetovne vojne je bil Lwoff vpoklican v vojsko. Po nemški okupaciji Francije se je vrnil na Pasteurjev inštitut in iz svojega laboratorija deloval kot organizator odporniškega gibanja. Po vojni, leta 1946, sta bila z Monodom povabljena na simpozij v Laboratorij Cold Spring Harbor v ZDA, kjer se je Lwoff seznanil s t.i. fagno skupino pod vodstvom Maxa Delbrücka, ki je želela na modelu bakteriofagov razložiti fizikalno-kemične osnove dednosti. Tu se je zapletel v spor z Delbrückom, ki je bil skeptičen do dela Eugèna in Elisabeth Wollman, predvsem do ideje, da lahko bakterija spontano lizira ter sprosti viruse brez da bi jo okužil bakteriofag. Da bi obranil njuno čast (oba sta med vojno umrla), se je Lwoff leta 1949 lotil poskusov in dokazal, da so bakteriofagi v bakterijski dednini lahko več generacij prisotni skrivoma, kot neaktivni profagi čigar litično aktivnost je mogoče umetno sprožiti. V teh letih po vojni se je ponovno vzpostavljala raziskovalna aktivnost, zato so se z mikrobno fiziologijo začeli ukvarjati številni novi raziskovalci, vrnila sta se tudi Jacob in Monod. Predvsem raziskave lizogenije so pritegnile veliko pozornosti strokovne javnosti, saj je šlo za povsem novo vrsto biološke interakcije z velikim potencialom za razumevanje delovanja prokariotskih celic in bioloških osnov raka. To Lwoffu ni bilo pogodu, saj ni maral tekmovalnosti, zato je znova menjal raziskovalno področje.
Posvetil se je virusom, ki napadajo živalske celice. Na tem področju je vladala precejšnja zmeda, zato je najprej vzpostavil sistem klasifikacije virusov in skoval izraze za opisovanje delov virusa, kot so virion, kapsida in kapsomera. V drugi polovici 1950. let sta z ženo, ki je aktivno sodelovala pri njegovih raziskavah, odšla na daljši raziskovalni obisk v ZDA. Pri Renatu Dulbeccu je začel z raziskavami virusa otroške ohromelosti in po vrnitvi v Pariz preučeval vpliv okoljskih dejavnikov na njegov cikel rasti in razmnoževanja. V ta namen je sestavil različne aparature za spremljanje in spreminjanje temperature, pH, koncentracije CO2 itd. Matematično je opisal odvisnost virulenčnosti različnih sevov od temperature, pri čemer je postalo jasno, da je vročina odziv organizma na virusno okužbo, ki ovira razmnoževanje patogena. Na podlagi teh rezultatov je sestavil napravo za segrevanje nosne sluznice, ki naj bi učinkovala proti prehladu, vendar izum ni bil komercialno uspešen.
Od leta 1959 je deloval kot profesor mikrobiologije na Univerzi v Parizu, a je obdržal laboratorij na Pasteurjevem inštitutu, do 1969, ko je postal direktor Inštituta za raziskave raka v Villejuifu. Na tem položaju je ostal do upokojitve leta 1972. Takrat je na lastno željo odstopil z vseh funkcij v znanstvenih ustanovah in se do konca življenja resneje ukvarjal le še s slikarstvom. Kot javni intelektualec pa se je javno izrekal v podporo svojega humanističnega prepričanja o številnih temah, kot so smrtna kazen, antisemitizem in rasizem. Zbirko esejev o teh temah je objavil v knjigi Jeux et combats (1981). Bil je tudi zagovornik judovske države, med drugim je aktivno podpiral tamkajšnji Weizmannov inštitut za znanost (v sodelovanju s Simone Veil). Z ženo Marguerite, ki je umrla leta 1979, nista imela otrok.

## Priznanja
Za svoje delo, kljub temu, da je bilo sprva bistveno bolj priznano v tujini kot doma, je prejel številna priznanja Francoske akademije znanosti. Ta ga je leta 1976 sprejela za člana, že leta 1958 pa je bil izvoljen tudi za tujega člana britanske Kraljeve družbe. Poleg tega je bil tuji ali častni član Nacionalne akademije znanosti ZDA, Nemške akademije znanosti Leopoldina, Madžarske akademije znanosti, Indijske akademije znanosti, Ameriške akademije umetnosti in znanosti ter drugih častnih združenj. Več univerz, med njimi Univerza v Oxfordu in Univerza Harvard, mu je podelilo častne doktorate.
Za svoje delo na področju virologije je leta 1965, skupaj s sodelavcema Jacobom in Monodom, prejel Nobelovo nagrado za fiziologijo ali medicino. Njegova žena Marguerite je bila sprva prepoznana kot enakovredna sodelavka, v povojnih letih pa so vso pozornost prevzeli moški člani raziskovalne ekipe. Kasneje so jo omenjali le še kot nekakšno asistentko, zato ni bila deležna posebnih priznanj.
André Lwoff se je proslavil tudi med vojno, kasneje je bil za delovanje v odporniškem gibanju odlikovan kot častnik reda legije časti.